# Nicole (Penthièvre)
Nicole de Châtillon-Blois (auch Nicole d’Avaugour genannt) (* vor 1434; † nach 19. Dezember 1479) war die Tochter von Charles de Châtillon-Blois, Baron d‘Avaugour, Seigneur de Reynal.
Nach dem Tod ihres Vaters (1434) wurde sie von Jean I. de Brosse, Marschall von Frankreich, adoptiert, der sie drei Jahre später mit seinem Sohn Jean II. de Brosse verheiratete; der Ehevertrag stammt vom 18. Juni 1437.
1454 erbte Nicole, nachdem alle Brüder ihres Vaters ohne Söhne zu hinterlassen gestorben waren, die Grafschaft Penthièvre, während ihre Cousine Françoise die Vizegrafschaft Limoges bekam. In ihrem Namen verzichtete Jean II. de Brosse im Jahr 1479 auf Nicoles Ansprüche auf das Herzogtum Bretagne, die von ihrem Urgroßvater Charles de Blois-Châtillon stammten, der damit den Bretonischen Erbfolgekrieg (1341–1364) ausgelöst hatte. Trotz dieses Verzichts führten die Nachkommen von Jean und Nicole den Namen „de Brosse dit de Bretagne“.
Die Kinder von Jean de Brosse und Nicole de Châtillon-Blois sind:
1. Jean III., † 1502, Comte de Penthièvre, Vicomte de Bridiers; ⚭ Louise de Montfort de Laval, † 1480, Tochter von Guy XIV. de Laval (Haus Montfort-Laval)
2. Antoine, † nach 1522, Vicomte de Bridiers
3. Claudine, † 1513, 1505 Vicomtesse de Bridiers; ⚭ Philipp II., Herzog von Savoyen, † 1497 (Haus Savoyen)
4. Pauline, † 1479; ⚭ Jean de Bourgogne, Graf von Nevers, Rethel und Étampes, 1491 (Haus Burgund)
5. Bernarde, † 1485; ⚭ Wilhelm X. (VIII.), Markgraf von Montferrat, † 1483 (Palaiologen)
6. Hélène, † 1484; ⚭ Bonifaz III., 1483 Markgraf von Montferrat, † 1494 (Palaiologen)